# غاية الاختصار في قراءات العشرة أئمة الأمصار (كتاب)
غاية الاختصار في قراءة العشرة أئمة الأمصار للإمام أبي العلاء الهمذاني من أعظم الكتب وأجلها اقتصر فيه مؤلفه على الأشهر من الطرق والروايات، وجرده عن الشاذة مطلقا، وأثره في تأليف من جاء بعده ظاهر واضح لعظيم مكانته، حيث اعتمده جماعة من المصنفين كأصل من أصول مؤلفاتهم.
وقد قسم المؤلف هذا الكتاب إلى خمسة أقسام:
القسم الأول: هو المقدمة، حيث ذكر فيه موضوع الكتاب، وغرضه من تأليفه، وذكر مصطلحاته، ثم الخطة التي سيسير عليها في تصنيفه.
القسم الثاني: التراجم والأسانيد.
القسم الثالث: ذكر أصول القراء العشرة وما ورد فيها من خلاف.
القسم الرابع: ذكر فرش الحروف وما ورد فيها من خلاف.
القسم الخامس: الخاتمة.

## نبذة عن مؤلف الكتاب
اسمه: الحسن بن أحمد بن الحسن بن أحمد بن محمد بن سهل بن سلمة بن عَثْكَل بن حنبل بن إسحاق العطار الحافظ، أبوالعلاء الهمذاني، المقرئ.
نشأته: نشأ الإمام الهمذاني في أسرة ذات ثراء وغنى، محبة للعلم والعلماء، فابتدأ طلبه للعلم في سن مبكرة جدا، واشتغل بعلم الكتاب والسنة منذ نعومة أظفاره، فحفظ القرآن وهو صغير السن، ولم يكد يبلغ السابعة من العمر حتى دفعه أهله إلى حلق العلم والعلماء، فكان أول سماعه من عبد الرحمن بن حمد بن الحسن بن عبد الرحمن أبو محمد الدوني، وذلك في سنة خمس وتسعين وأربع مائة.
شيوخه: قرأ على كثيرين، منهم: الحسن بن أحمد بن الحسن أبو علي الحداد، وهو من أجل شيوخه وسنده من أعلى الأسانيد، ومحمد بن الحسين بن بندار، أبو العز الواسطي القلانسي، ومحمد بن الحسين بن علي بن إبراهيم بن عبد الله أبو بكر الشيباني البغدادي.
تلاميذه: قرأ عليه كثيرون جدا لشهرته وذياع صيته، منهم:
- علي بن الحسين بن علي البغدادي أبو الحسن المعروف بابن المقير وهو آخر من روى عنه.
- أحمد بن محمد بن ناصر بن محمد أبو العشائر الديواني.
- أحمد بن الحسن بن أبي الفرج المقرئ الزنجاني، وغيرهم.[3]

### مؤلفاته
- فتيا وجوابها في ذكر الاعتقاد وذم الاختلاف.
- غاية الاختصار في قراءات العشرة أئمة الأمصار.
- الهادى إلى معرفة المقاطع والمبادى.
- التمهيد في معرفة التجويد.
- الانتصار في معرفة قراء المدن والأمصار.
- الحواشي على كتاب الكامل.

### مكانته العلمية وثناء العلماء عليه
يقول ابن الجزري: «وعندي أنه في المشارقة كأبي عمرو الداني في المغاربة، بل هذا أوسع رواية منه بكثير».
وقال عنه الذهبي: «المقرئ الأستاذ، شيخ همذان وقارئها وحافظها»
وقال الحافظ عبد القادر الرهاوي: «شيخنا الإمام أبو العلاء أشهر من أن يعرف، بل تعذر وجود مثله في أعصار كثيرة»

### وفاته
توفي قبيل العشاء الآخرة، ليلة الخميس التاسع عشر من جمادى الأولى، سنة 569هـ بهمذان عن نيف وثمانين سنة.

## أهمية الكتاب
يعد كتاب غاية الاختصار في قراءة العشرة أئمة الأمصار من أعظم الكتب وأجلها في القراءات العشر، إذ وضع فيه مؤلفه زبدة وخلاصة علمه في هذا الفن، اقتصر فيه على الأشهر من الطرق والروايات، بشروط الأحرف السبعة، مما صح واشتهر نقله عن الأئمة العشرة بأسانيده الموصوفة بالعلو والصحة، وجرده عن الشاذة مطلقا، وأثره في تأليف من جاء بعده ظاهر واضح لعظيم مكانته، فقد اتخذه ابن الجزري أصلا من أصول كتاب النشر في القراءات العشر، حيث اختار منه 47 طريقا ضمنها في كتاب النشر.
واعتمده ابن الجزري أصلا أصيلا في تأليف كتاب غاية النهاية، حيث ساق 244 ترجمة اعتمدها من غاية الاختصار.
وكذلك اعتمده شهاب الدين القسطلاني في تأليف كتابه لطائف الإشارات لفنون القراءات.
وكذلك البنا الدمياطي في كتابه: إتحاف فضلاء البشر بالقراءات الأربع عشر.

## توثيق نسبة الكتاب إلى مؤلفه
يمكن توثيق نسبة الكتاب للحافظ أبي العلاءمن خلال أمرين:
الأول: نسخ الكتاب المخطوطة، وذلك  من خلال مايلي:
1.ذكر اسم الكتاب واسم مؤلفه على غلاف النسخ.
2. النصوص الواردة في النسخ المخطوطة من تسمية هذا الكتاب بغاية الاختصار.
3. وجود التوافق التام بين شيوخه الذين ذكرهم هنا وما ذكره العلماء في كتب التراجم والسير.
ثانيا: ما نقله الأئمة في كتبهم عن غاية الاختصار ونسبتهم هذا الكتاب لمؤلفه كابن الجزري والقسطلاني والبنا الدمياطي وغيرهم.

## منهج المؤلف في الكتاب
قسم المؤلف المادة العلمية في هذا الكتاب إلى خمسة أقسام:
القسم الأول: هو المقدمة، حيث ذكر فيها موضوع الكتاب، وغرضه من تأليفه، وذكر مصطلحاته، ثم الخطة التي سيسير عليها في تصنيفه.
القسم الثاني: التراجم والأسانيد:
حيث ذكر تراجم القراء العشرة وذكر أسانيدهم إلى رسول الله صلى الله عليه وسلم. ثم ذكر أسماء الرواة والطرق التي اعتمدها في كتابه، ثم ذكر أسانيده التي اتصلت قراءته بها بهؤلاء الرواة والأئمة.
القسم الثالث: ذكر أصول القراء العشرة وما ورد فيها من خلاف بينهم، وجعله على عشرة أبواب.
القسم الرابع: ذكر فرش الحروف وما ورد فيها من خلاف بين القراء، ورتبها على ترتيب سور القرآن.
القسم الخامس: الخاتمة: حيث ختم المصنف كتابه بخاتمة يسيرة قال فيها: «نجز كتاب غاية الاختصار في قراءات العشرة أئمة الأمصار، بحمد الله وحسن توفيقه، وصلى الله على سيد المرسلين، محمد النبي وآله وصحبه أجمعين».

## من مزايا الكتاب
1- اعتماد الصحيح من القراءات والبعد عن الشاذ والغريب منها .
2- الاختصار والإيجاز، والبعد عن الحشو والتطويل من غير داع.
3- العناية بالرواية بذكر الأسانيد والطرق التي وصلت إليه من خلالها هذه القراءات.
4- التقسيم الحسن والتنظيم الفائق في سرد موضوعات الكتاب وأبوابه.

## كُتب كتبت على الكتاب
- روضة الأبصار في شرح غاية الاختصار في القراءات العشر لأئمة الأمصار: تأليف عبد الرحمن بن أبي بكر بن داود الحنبلي